# Paraliparis acutidens
Paraliparis acutidens is een straalvinnige vissensoort uit de familie van snotolven (Cyclopteridae). De wetenschappelijke naam van de soort is voor het eerst geldig gepubliceerd in 2006 door Chernova.